# Alfred Sommer (médecin)
Pour les articles homonymes, voir Alfred Sommer et Sommer.
Alfred Sommer est professeur de santé publique, ophtalmologiste et épidémiologiste américain à l'université Johns-Hopkins. Ses recherches sur la vitamine A dans les années 1970 et 1980 ont révélé que le renfort en vitamine A administré deux fois par an pour les enfants en déficit, pouvait réduire la mortalité infantile de près de 34 pour cent. La Banque mondiale et le consensus de Copenhague ont inscrit le supplément en vitamine A comme l'une des interventions sanitaires les plus rentables dans le monde,.

## Biographie
Sommer est né en 1942 à New York, diplômé de l'Union College à Schenectady, à New York en 1963. Sommer a un doctorat en médecine de la Harvard Medical School (1967) et un MHS de l'École Johns Hopkins de l'hygiène et de la santé publique (1973). Il est professeur d'épidémiologie et de santé internationale à l'École Bloomberg et professeur d'ophtalmologie à l'École de médecine Johns-Hopkins. Il a été doyen de l'École Bloomberg de l'université Johns-Hopkins de 1990 à 2005, où il a contribué à lever des fonds pour une expansion sans précédent de la recherche.
En 2004, l'École Bloomberg de l'université Johns-Hopkins met en place un programme de bourses d'études de 22 millions $, en l'honneur du professeur Sommer appelé « Sommer Scholars » (Sommer chercheurs). Le programme vise à « recruter la prochaine génération de leaders en santé publique, concevoir de nouvelles interventions efficaces pour améliorer la santé mondiale. »
Alfred Sommer est nommé président du conseil d'administration de la Fondation Lasker en 2008. Il est également membre des conseils d'administration de Becton Dickinson et T. Rowe Price.
Dans les années 2010, ses recherches portent sur les causes, conséquences et contrôle de carence en vitamine A.
En mai 2014, la Fondation Arvo honore Alfred Sommer pour ses travaux sur la vision et la nutrition.
Pour ses recherches sur la vitamine A, il a remporté le prix Albert-Lasker pour la recherche médicale clinique et le prix Prince-Mahidol en 1997, le prix international de Nutrition Danone en 2001, entre autres honneurs. Le documentaire de PBS - Rx for Survival présente le professeur Alfred Sommer comme un « champion mondial de la santé. »

## Publications
- West S, Sommer A. « Prevention of blindness and priorities for the future », Bull WHO 2001; 79:244-248.
- Christian P, West KP Jr, Khatry SK, Kimbrogh-Pradhan E, LeClerq SC, Katz J, Shrestha SR, Dali SM, Sommer A. Night blindness during pregnancy and subsequent mortality among women in Nepal: effects of vitamin A and beta-carotene supplementation. Am J Epidemiol 2000; 152:542-547.
- Katz J, West KP Jr, Khatry SK, Pradhan EK, LeClerq SC, Christian P, Wu LSF, Adhikari RK, Shrestha SR, Sommer A, and NNIPS-2 Study Group. Maternal low-dose vitamin A or beta-carotene supplementation has no effect on fetal loss and early infant mortality: a randomized cluster trial in Nepal. Am J Clin Nutr 2000;7 1:1570-1576.
- Semba RD, Muhilal, West KP Jr, Natadisastra G, Eisinger W, Lan Y, Sommer A. « Hyporetinolemia and acute phase proteins in children with and without xerophthalmia. » Am J Clin Nutr 2000; 72:146-153.
- Quigley HA, Varma R, Tielsch JM, Katz J, Sommer A, Gilbert DL. The relationship between optic disc area and open-angle glaucoma: the Baltimore Eye Survey. J Glaucoma 1999; 8:347-352[12].